# Algar das Hortelãs
O Algar das Hortelãs é uma gruta portuguesa localizada na freguesia da Candelária, concelho da Madalena do Pico, ilha do Pico, arquipélago dos Açores.
Esta cavidade apresenta uma geomorfologia de origem vulcânica de enconsta com forma de algar tendo cerca de 25 m. de profundidade.